# 赵元贞
赵元贞（1879年—1974年），字正卿，男，甘肃正宁人，中国地质学家、教育家，曾任甘肃省教育厅副厅长，甘肃省政协副主席。1908年毕业，以全校第一名被选送京师大学堂，学习地质专业。1913年夏毕业后，以优秀成绩先后在加利福民亚大学、柯州高尔登大学、纽约哥伦比亚大学、匹兹堡大学深造。毕业于1921年时撰写《钢铁冶炼中非金属物的观察与测定》论文，获治金学博士学位，成为甘肃省第一位留美博士。